# Entre Calais et Douvres
 (juillet 2025).
Pour plus de détails, voir Fiche technique et Distribution.
Entre Calais et Douvres est un film de Georges Méliès sorti en 1897 au début du cinéma muet. C'est un court-métrage d'environ une minute.

## Synopsis
Le court-métrage présente le pont d'un bateau qui tangue, comme l'indique le titre, entre les villes de Calais et de Douvres (donc sur la Manche). Les passagers souffrent du mal de mer (balancement filmé en studio), et l'un d'eux, ne pouvant se tenir à table, tombe sur le pont.